# André Vacherot
Pour les articles homonymes, voir Vacherot.
André Pierre Aurèle Gaston Vacherot, né le 5 juin 1877 à Paris et mort le 22 février 1924 à Rouen, est un joueur de tennis français.

## Biographie
André Vacherot est le fils d'Arsène Vacherot (1840-1920), sous-préfet de Sens et maître des requêtes au Conseil d'État. Il est le petit-fils du philosophe et député de la Seine Étienne Vacherot. Son petit frère et partenaire de double Marcel Vacherot (1881-1975) et a été champion de France de tennis en 1902 contre Max Decugis.
En 1895, il est nommé président de la commission de tennis du Racing Club.
André Vacherot a été l'un des premiers joueurs français de classe internationale. Il a su se démarquer par son jeu très complet, un très bon service et une volée sans faille, ainsi que par ses victoires sur des joueurs anglais, la plus marquante étant celle contre Josiah Ritchie au Tennis club de Paris en 1904.
Il a remporté le championnat de France à quatre reprises (le premier à l'âge de 17 ans) dont trois fois consécutivement entre 1894 et 1896, et une dernière fois en 1901. Il a par la suite disputé trois autres finales contre Max Decugis et Maurice Germot. Il détient également deux titres en double, acquis en 1895 et 1901. En 1895, il remporte la première édition des championnats de France en salle au TCP contre Paul Aymé. Il s'est aussi imposé à Saint-Moritz en 1903 et 1904 (contre son frère Marcel).
Il se marie en 1911 avec Mlle Germaine Toutain, fille de l'écrivain Jean Revel. Docteur en droit, il a été principal clerc de notaire à Paris puis notaire à Rouen, ville où il meurt d'une crise d'appendicite en 1924,.

## Palmarès (partiel)

### Titres en simple messieurs
| No | Date | Nom et lieu du tournoi       | Catégorie | Surface      | Finaliste         | Score         |          |
| -- | ---- | ---------------------------- | --------- | ------------ | ----------------- | ------------- | -------- |
| 1  | 1894 | Championnat de France, Paris |           | Terre (ext.) | Georges Brosselin | 1-6, 6-3, 6-3 | Parcours |
| 2  | 1895 | Championnat de France, Paris |           | Terre (ext.) | Laurent Riboulet  | 9-7, 6-2      | Parcours |
| 3  | 1896 | Championnat de France, Paris |           | Terre (ext.) | Georges Brosselin | 6-1, 7-5      | Parcours |
| 4  | 1901 | Championnat de France, Paris |           | Terre (ext.) | Paul Lebreton     | 2-6, 6-2, 6-2 | Parcours |

### Finales en simple messieurs
| No | Date | Nom et lieu du tournoi       | Catégorie | Surface      | Vainqueur      | Score              |          |
| -- | ---- | ---------------------------- | --------- | ------------ | -------------- | ------------------ | -------- |
| 1  | 1903 | Championnat de France, Paris |           | Terre (ext.) | Max Decugis    | 6-3, 6-2           | Parcours |
| 2  | 1904 | Championnat de France, Paris |           | Terre (ext.) | Max Decugis    | 6-1, 9-7, 6-8, 6-1 | Parcours |
| 3  | 1905 | Championnat de France, Paris |           | Terre (ext.) | Maurice Germot | NC                 | Parcours |

### Titres en double messieurs
| No | Date | Nom et lieu du tournoi      | Catégorie | Surface      | Partenaire       | Finalistes                 | Score    |          |
| -- | ---- | --------------------------- | --------- | ------------ | ---------------- | -------------------------- | -------- | -------- |
| 1  | 1895 | Championnat de France Paris |           | Terre (ext.) | Christian Winzer | Paul Lebreton Paul Lecaron | 6-2, 6-1 | Parcours |
| 2  | 1901 | Championnat de France Paris |           | Terre (ext.) | Marcel Vacherot  | Paul Lebreton Paul Lecaron | 6-4, 6-4 | Parcours |

### Finales en double messieurs
| No | Date | Nom et lieu du tournoi      | Catégorie | Surface      | Vainqueurs                | Partenaire      | Score         |          |
| -- | ---- | --------------------------- | --------- | ------------ | ------------------------- | --------------- | ------------- | -------- |
| 1  | 1896 | Championnat de France Paris |           | Terre (ext.) | Archibald Warden Wynes    | Marcel Vacherot | 6-4, 8-6      |          |
| 2  | 1903 | Championnat de France Paris |           | Terre (ext.) | Max Decugis Jacques Worth | Marcel Vacherot | 8-6, 6-4, ab. | Parcours |